# NavagamGhed
NavagamGhed là một thành phố và khu đô thị của quận Jamnagar thuộc bang Gujarat, Ấn Độ.

## Nhân khẩu
Theo điều tra dân số năm 2001 của Ấn Độ, NavagamGhed có dân số 39.483 người. Phái nam chiếm 52% tổng số dân và phái nữ chiếm 48%. NavagamGhed có tỷ lệ 72% biết đọc biết viết, cao hơn tỷ lệ trung bình toàn quốc là 59,5%: tỷ lệ cho phái nam là 77%, và tỷ lệ cho phái nữ là 67%. Tại NavagamGhed, 12% dân số nhỏ hơn 6 tuổi.